# 川崎市立南加瀬中学校
川崎市立南加瀬中学校（かわさきしりつ みなみかせちゅうがっこう）は神奈川県川崎市幸区南加瀬3-10-1にある公立中学校。

## 概要

### 学区
- 南加瀬 - 全域（南加瀬小学校、夢見ヶ崎小学校の学区）
- 小倉 - 小倉1番地（パークシティ新川崎）を除く全域（小倉小学校の学区）
- 新小倉 - 2番（新小倉小学校の学区）

### 沿革
- 1960年 川崎市立日吉中学校より一部学区を分割
- 1992年 新校舎使用開始

## アクセス
- 川崎駅から川崎市バスの川66、川83系統、または臨港バスの川56、川57、川61、川69系統利用で南加瀬住宅前下車、徒歩3分。

## 著名な出身者
- 大後栄治 - 神奈川大学陸上競技部監督、人間科学部教授
- 西伸幸 - 長野県白馬高等学校→白馬村スキークラブ所属のスキーヤー・バンクーバーオリンピック日本代表
- 紀田彰一 - 元プロ野球選手
- 林部直樹 - ミュージシャン